# Sochocin
Sochocin is een dorp in het Poolse woiwodschap Mazovië, in het district Płoński. De plaats maakt deel uit van de gemeente Sochocin en telt 1900 inwoners.

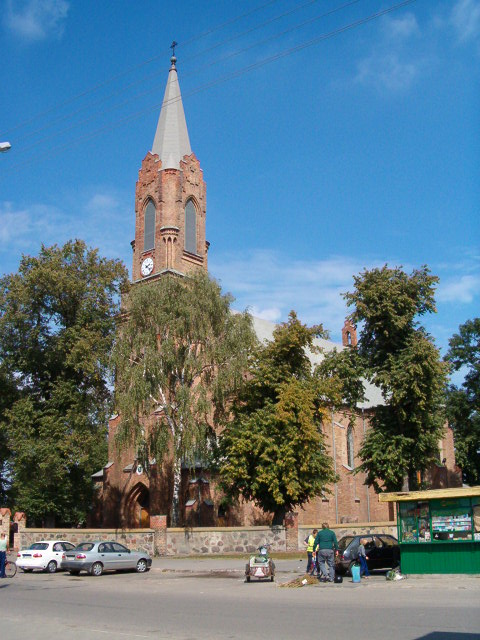
Kościół na rynku w Sochocinie